# Eupsophus nahuelbutensis
Eupsophus nahuelbutensis es una especie de anfibio anuro en la familia Leptodactylidae.
Es endémico de Chile.
Sus hábitats naturales son los bosques templados y marismas intermitentes de agua dulce.
Está amenazada de extinción debido a la pérdida de su hábitat.